# Delta (fiume Alaska)

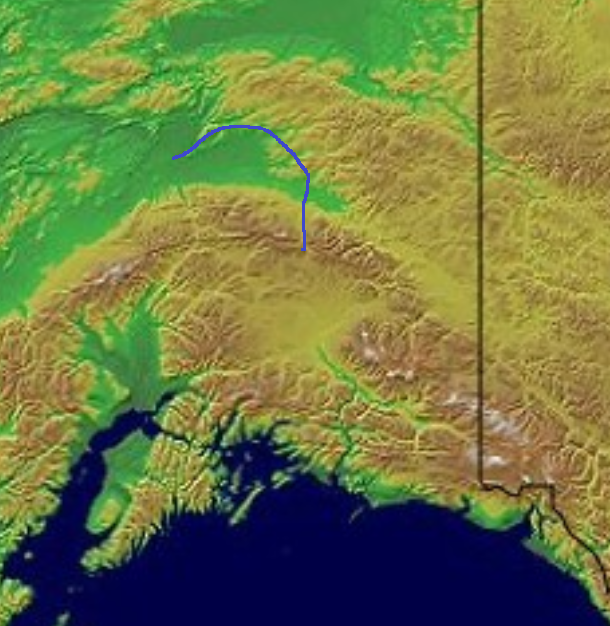
Percorso del fiume

Il Delta (Delta River in inglese) è un fiume dell'Alaska centromeridionale, negli Stati Uniti d'America. 

## Corso
Il fiume nasce nella catena dell'Alaska e sfocia nel fiume Tanana, nei pressi della cittadina di Nenana dopo 129 km di percorso. Quasi tutto il suo percorso è nell'area amministrativa del Census Area di Southeast Fairbanks (Southeast Fairbanks Census Area).

## Sport e pesca
Il fiume è facilmente abbordabile in alcuni tratti dell'autostrada Denali (Denali Highway) e più a valle lungo l'autostrada Richardson (Richardson Highway). Le difficoltà dei percorsi variano da facili (Classe I) a molto difficili (Classe V in località "Black Rapids").
Il complesso dei laghi Tangle, che alimenta il fiume Delta, è ricco di pesce (specialmente trota di lago americana).

## Strade, ponti e località
Il fiume praticamente non è attraversato da nessun ponte importante in quanto scorre sempre a ovest dell'autostrada Richardson e a sud prima dell'Alaska Highway e poi della George Parks Highway. Le città più importanti in vicinanza del fiume sono Paxson, Delta Junction, North Pole, Fairbanks e Nenana.

## Aree protette
Nel 1980 buona parte del fiume compreso il lago Tangle entrò a far parte dell'area protetta "National Wild and Scenic Rivers System". Alcuni tratti del fiume sono stati designati come "selvaggi", altri "scenici" e infine altri ancora "ricreativi". La fauna di quest'area comprende l'alce, l'orso, il castoro e vari uccelli acquatici.

## Alcune immagini del fiume

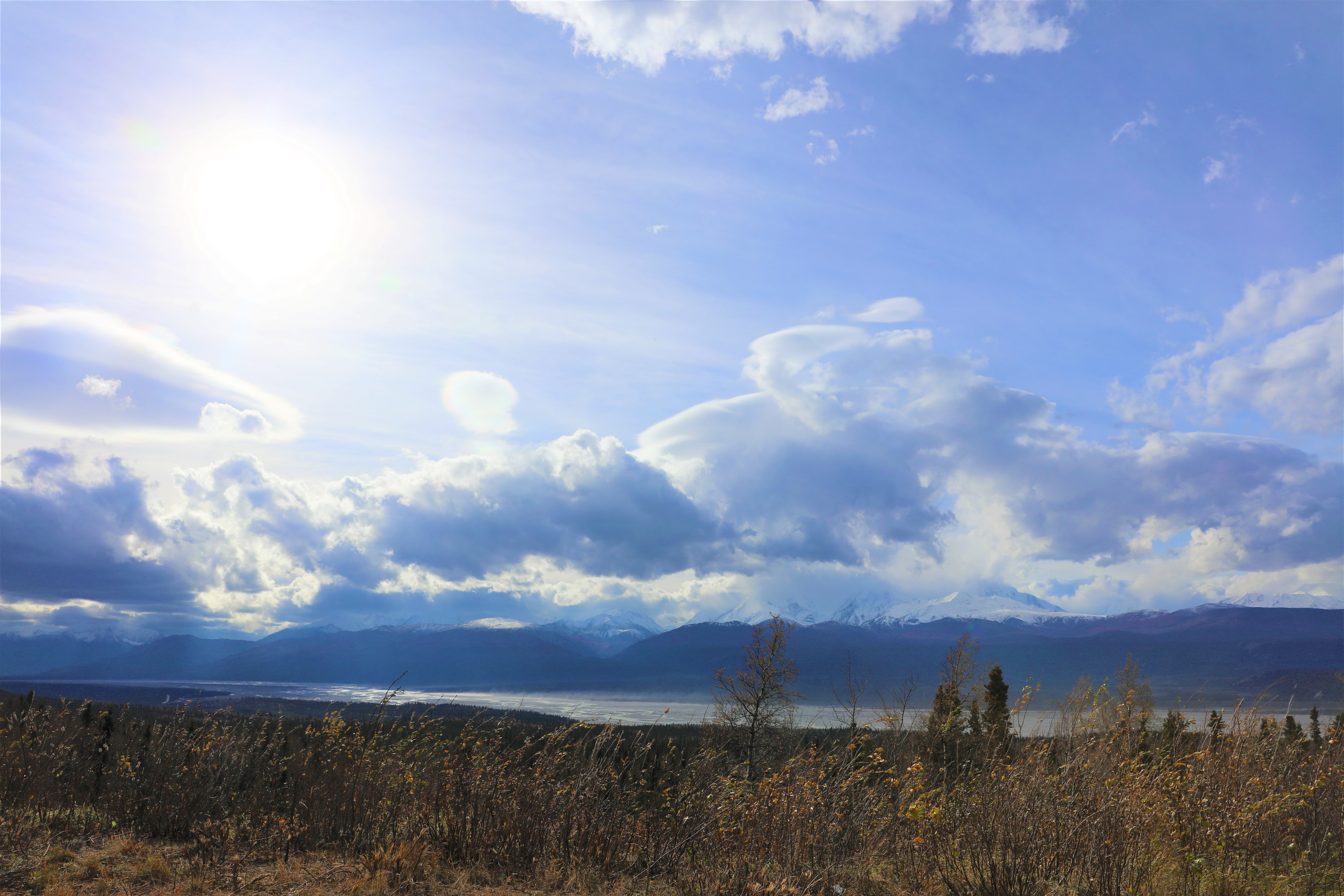
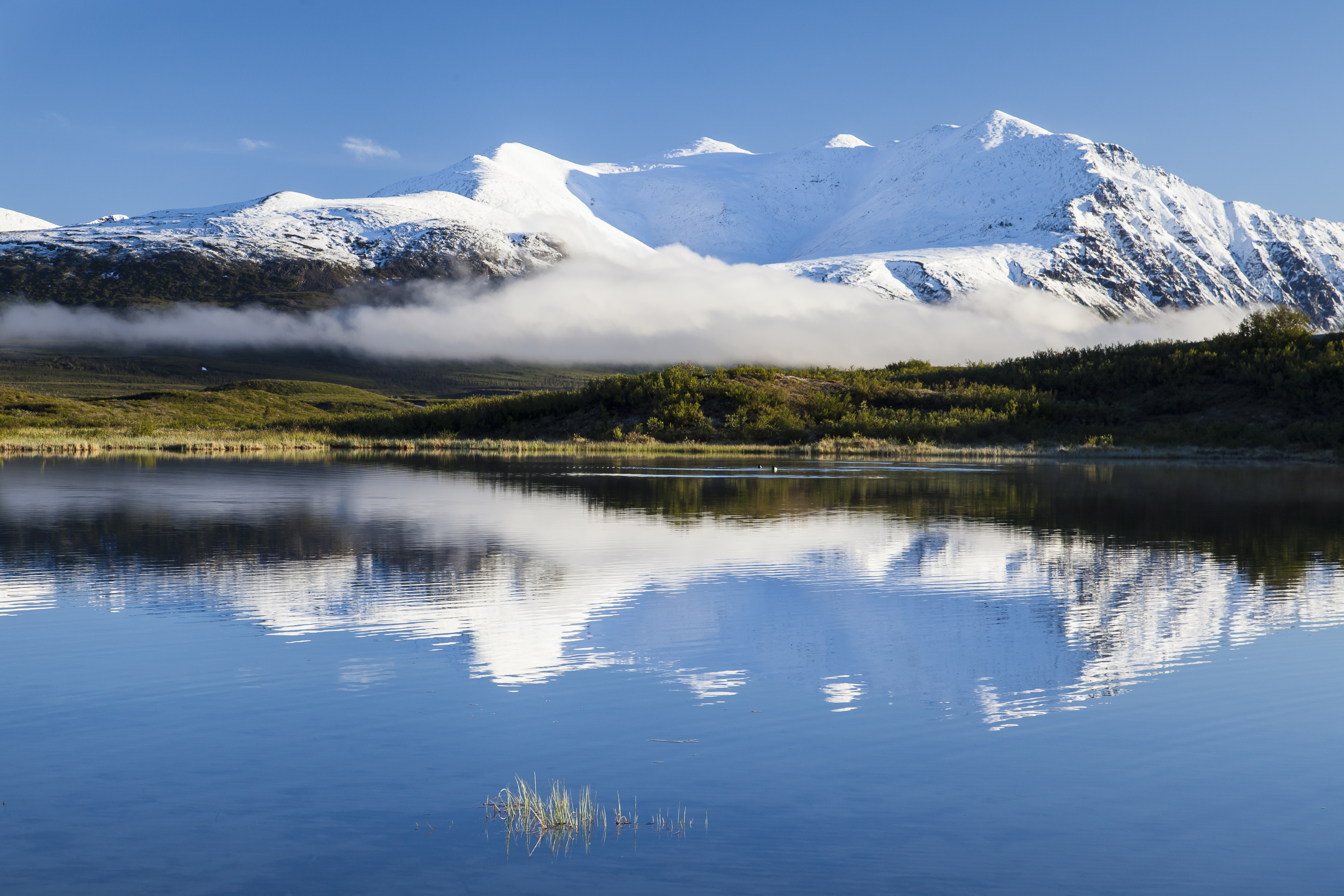
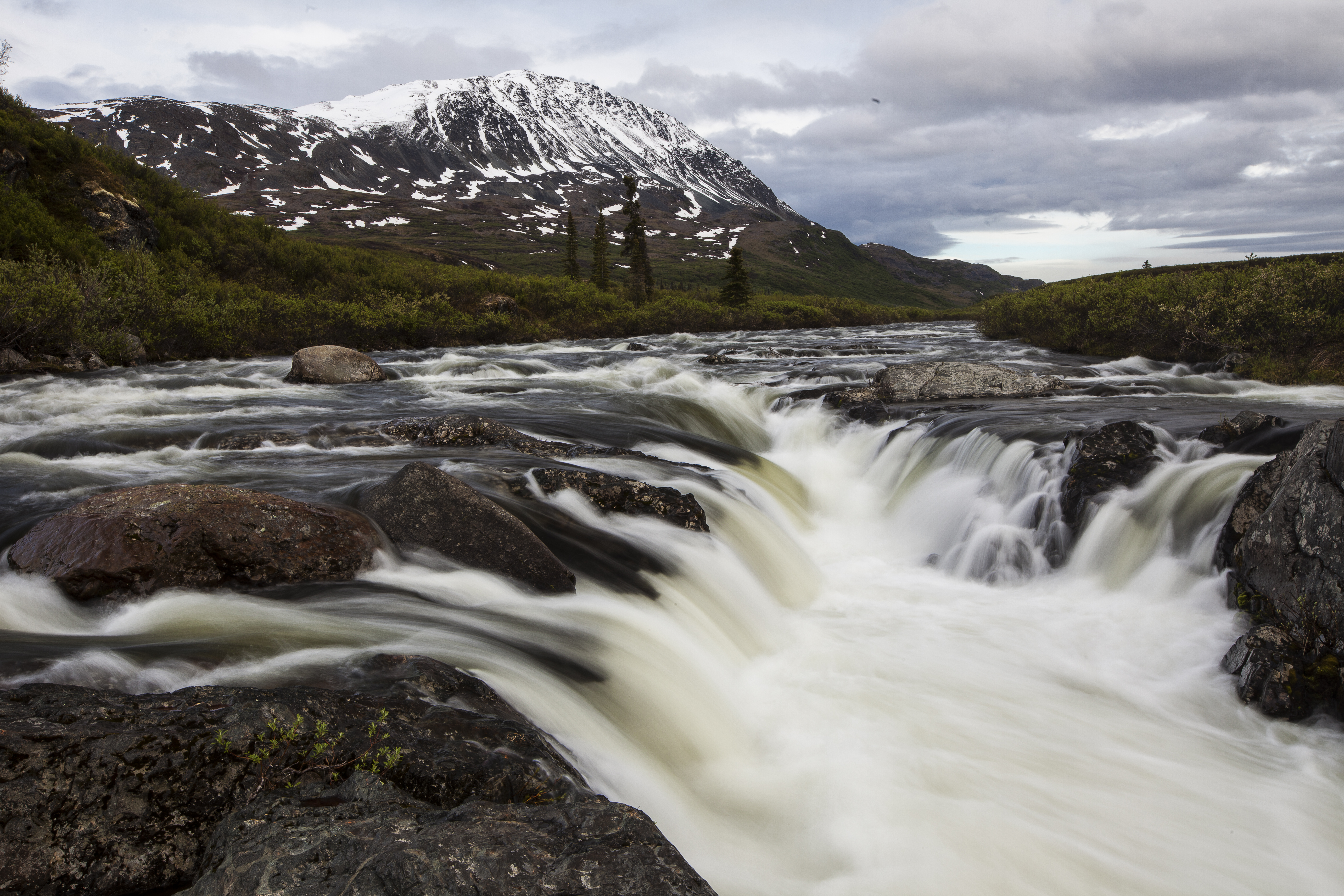
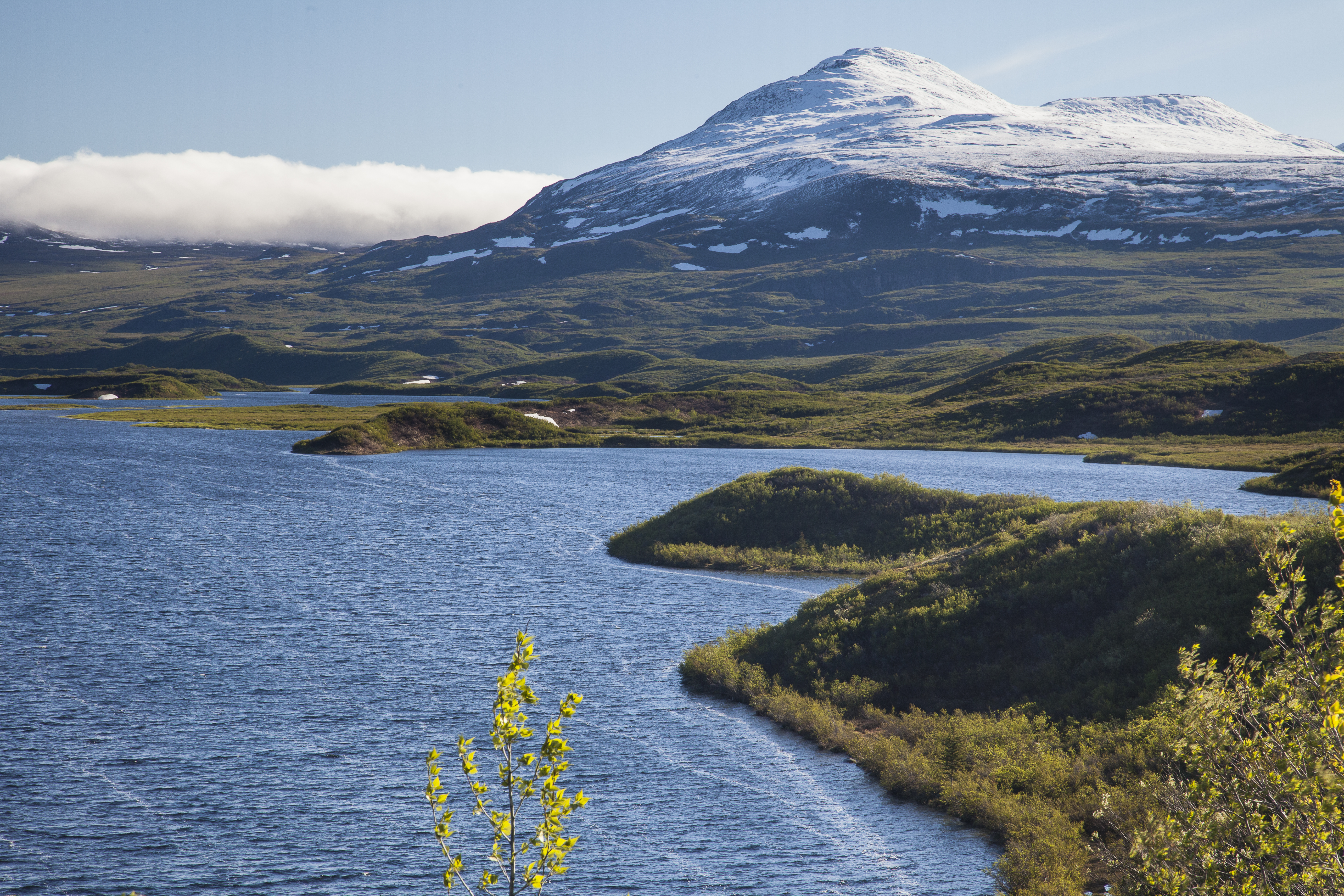
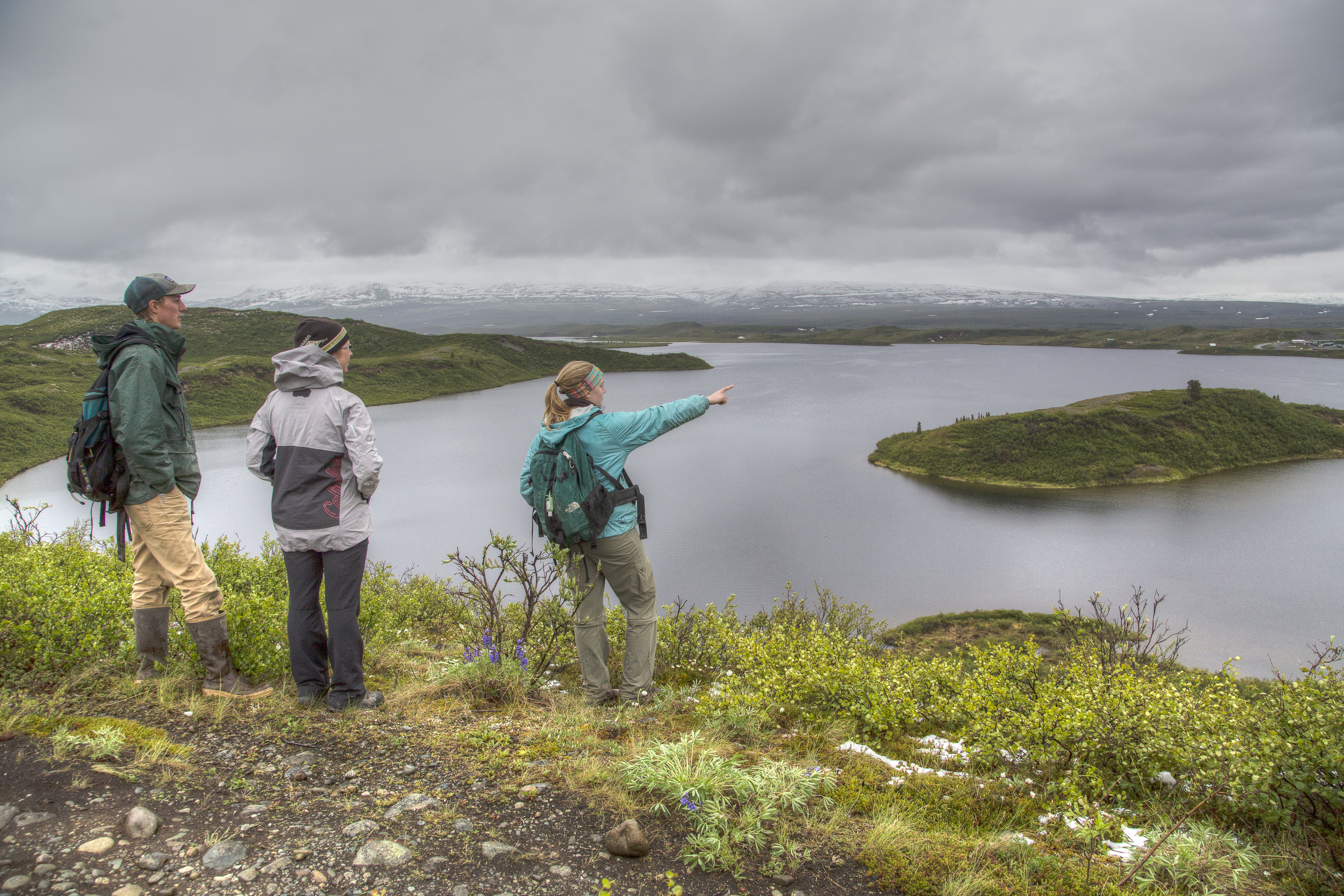
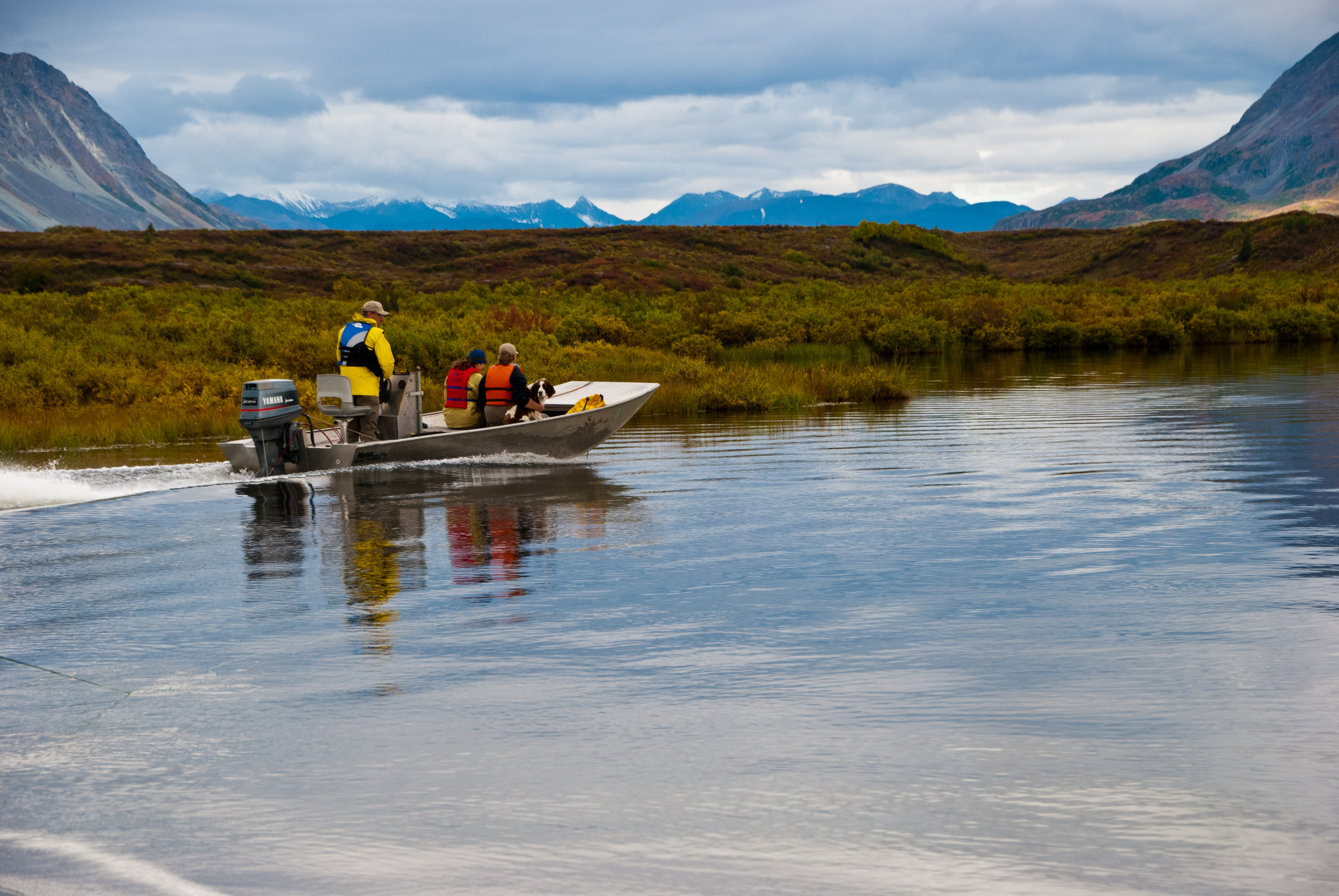
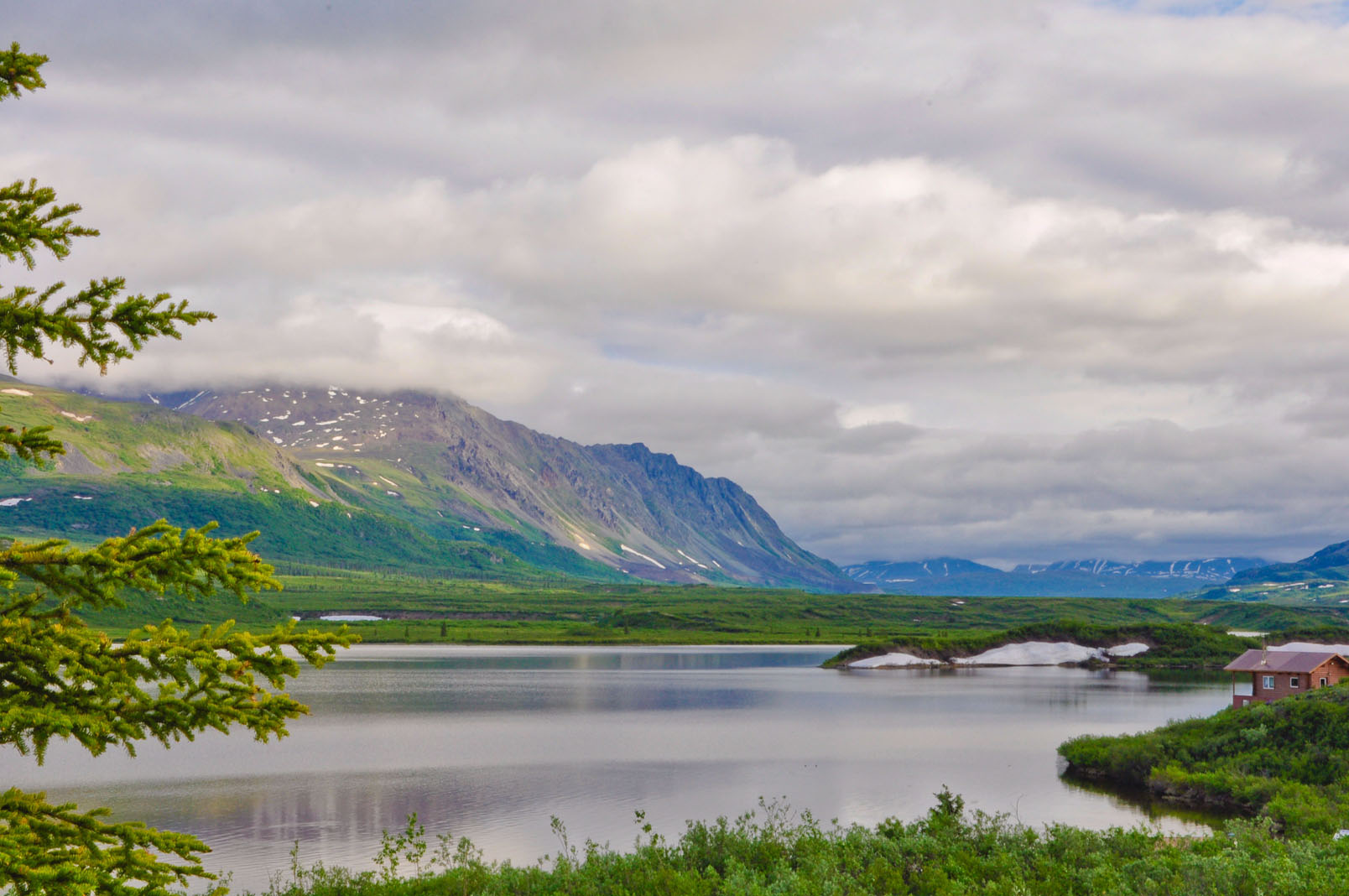